# Jacques Guittet
Jacques Guittet, Jack Guittet (ur. 12 stycznia 1930 w Casablance, zm. 16 stycznia 2025 w Mignaloux-Beauvoir) – francuski szermierz, szpadzista i florecista, brązowy medalista olimpijski i wielokrotny medalista mistrzostw świata.

## Życiorys
Na igrzyskach olimpijskich w Rzymie w 1960 roku był dziewiąty w szpadzie drużynowej, a indywidualnie odpadł w ćwierćfinale. Na rozgrywanych cztery lata później igrzyskach olimpijskich w Tokio w 1964 roku Francuzi w składzie: Claude Brodin, Yves Dreyfus, Claude Bourquard, Jacques Guittet i Jacques Brodin zdobyli brązowy medal w zawodach drużynowych. W turnieju indywidualnym tym razem był dziewiąty.
Podczas mistrzostw świata w Filadelfii w 1958 roku Claude Bancilhon, Bernard Baudoux, Roger Closset, Christian d’Oriola, Jacques Guittet i Claude Netter zdobyli złoty medal we florecie drużynowym. Na tej samej imprezie wspólnie z Danielem Dagallierem, Maurice’em Huetem, Gérardem Lefrankiem, Armandem Mouyalem i René Queyrouxem zajął trzecie miejsce w szpadzie drużynowej. W konkurencji tej zdobywał następnie złote medale na mistrzostwach świata w Buenos Aires (1962) i mistrzostwach świata w Paryżu (1965), srebrne na mistrzostwach świata w Turynie (1961) i mistrzostwach świata w Gdańsku (1963) oraz brązowy na mistrzostwach świata w Budapeszcie (1959). Ponadto wywalczył też złoty medal indywidualnie na MŚ 1961, wyprzedzając Szweda Hansa Lagerwalla i Węgra Tamása Gábora.
Jego żona, Françoise Gouny, także uprawiała szermierkę.